# Prix Locus de la meilleure nouvelle courte
Les prix Locus sont décernés chaque année, depuis 1971, par les lecteurs du magazine américain mensuel de science-fiction Locus lors d'un banquet annuel organisé par la Locus Science Fiction Foundation.
La catégorie de la meilleure nouvelle courte (short story) récompense les œuvres de science-fiction, fantasy ou d'horreur comptant moins de 7 500 mots. Cette catégorie a été créée en 1975, a disparu en 1978 puis est réapparue en 1979. Depuis cette date, le prix est décerné chaque année.

## Palmarès
Les gagnants sont cités en premier, suivis par les autres œuvres nommées.

### Années 1970

#### 1975
À la veille de la Révolution (The Day Before the Revolution) par Ursula K. Le Guin
- Rencontre avec un trou noir (The Hole Man) par Larry Niven
- Schwartz et les Galaxies (Schwartz Between the Galaxies) par Robert Silverberg
- 'The Author of the Acacia Seeds' and Other Extracts from the Journal of the Association of Therolinguistics par Ursula K. Le Guin
- Une plage au bout du chemin (The Engine at Heartspring's Center) par Roger Zelazny
- The Four-Hour Fugue par Alfred Bester
- Odyssée sur Cathadonie (Cathadonian Odyssey) par Michael Bishop
- Enter a Pilgrim par Gordon R. Dickson
- Minuit à la montre de Morphy (Midnight by the Morphy Watch) par Fritz Leiber
- Royal Licorice par R. A. Lafferty
- Nous les achetés (We Purchased People) par Frederik Pohl
- Étoiles des profondeurs (The Stars Below) par Ursula K. Le Guin
- Do You Know Dave Wenzel? par Fritz Leiber
- Mysterious Doings at the Metropolitan Museum par Fritz Leiber
- La Maison des doubles esprits (In the House of Double Minds) par Robert Silverberg
- Les Montagnes du couchant, les montagnes de l'aube (The Mountains of Sunset, the Mountains of Dawn) par Vonda N. McIntyre
- Willowisp par Joe Pumilia
- Enjoy, Enjoy par Frederik Pohl
- Tam, muet et sans gloire (Mute Inglorious Tam) par Frederik Pohl et Cyril M. Kornbluth

#### 1976
Croatoan (Croatoan) par Harlan Ellison
- Le Voyage de la portée (The Mother Trip) par Frederik Pohl
- Child of All Ages par P. J. Plauger
- Sail the Tide of Mourning par Richard A. Lupoff
- Faire Lennon (Doing Lennon) par Gregory Benford
- Sierra Maestra (Sierra Maestra) par Norman Spinrad
- La Tomate vagabonde (Rogue Tomato) par Michael Bishop
- Anniversary Project par Joe Haldeman
- Beyond Grayworld par Gregory Benford
- Find the Lady par Nicholas Fisk
- Dernier Zeppelin pour cet univers (Catch That Zeppelin!) par Fritz Leiber
- All the Charms of Sycorax par Alan Brennert
- Faubourg de boue (Clay Suburb) par Robert Franklin Young
- Le Septième Jour (Shatterday) par Harlan Ellison

#### 1977
Tricentenaire (Tricentennial) par Joe Haldeman
- Je te vois (I See You) par Damon Knight
- Custom Fitting par James White
- La Mort des princes (The Death of Princes) par Fritz Leiber
- Une foule d'ombres (A Crowd of Shadows) par Charles L. Grant
- Voir (Seeing) par Harlan Ellison
- La Plage du paradis (Paradise Beach) par Richard Cowper
- Tour de cendre (This Tower of Ashes) par George R. R. Martin
- Mary Margaret la Niveleuse (Mary Margaret Road-Grader) par Howard Waldrop
- Une apparence de vie (Appearance of Life) par Brian Aldiss
- De A à Z dans l'alphabet chocolat (From A to Z, In the Chocolate Alphabet) par Harlan Ellison
- Le Western éternel (The Never Ending Western Movie) par Robert Sheckley
- Stone Circle par Lisa Tuttle
- L'Été de l'infini (An Infinite Summer) par Christopher Priest
- Con Artist par P. J. Plauger

#### 1979
Écoute l'horloge sonner le temps (Count the Clock that Tells the Time) par Harlan Ellison
- Depuis des hauteurs impensables (View From a Height) par Joan D. Vinge
- Chant de pierre (Stone) par Edward Bryant
- Virra par Terry Carr
- A Hiss of Dragon par Gregory Benford et Marc Laidlaw
- Cassandre (Cassandra) par C. J. Cherryh
- Bois à cette coupe, Francesca (Drink Me, Francesca) par Richard Cowper
- Mille morts (A Thousand Deaths) par Orson Scott Card
- Le Test (SQ) par Ursula K. Le Guin
- Putains (Whores) par Christopher Priest
- La Machine à voyager très lentement dans le temps (The Very Slow Time Machine) par Ian Watson
- J'te tiens ! (Gotcha!) par Ray Bradbury
- A Quiet Revolution for Death par Jack Dann

### Années 1980
| Sommaire : | - Haut - 1980 - 1981 - 1982 - 1983 - 1984 - 1985 - 1986 - 1987 - 1988 - 1989 |

#### 1980
Par la croix et le dragon (The Way of Cross and Dragon) par George R. R. Martin
- giANTS par Edward Bryant
- Quietus (Quietus) par Orson Scott Card
- Guerre sous l'arbre (War Beneath the Tree) par Gene Wolfe
- Le Rédempteur (Redeemer) par Gregory Benford
- Sonate sans accompagnement (Unaccompanied Sonata) par Orson Scott Card
- Wave Rider par Hilbert Schenck (en)
- Blood Sisters par Joe Haldeman
- In Trophonius's Cave par James P. Girard
- Daisy, In the Sun par Connie Willis
- La Caisse (The Crate) par Stephen King
- Loyer bloqué (Rent Control) par Walter Tevis
- Les Voyages extraordinaires d'Amélie Bertrand (The Extraordinary Voyages of Amélie Bertrand) par Joanna Russ
- La sortie mène à l'intérieur (The Exit Door Leads In) par Philip K. Dick
- Vernalfest Morning par Michael Bishop
- Rouge comme le sang (Red as Blood) par Tanith Lee
- Une suite au Paradis (The Rooms of Paradise) par Ian Watson
- Can These Bones Live? par Ted Reynolds
- All the Birds Came Home to Roost par Harlan Ellison
- « Je vous en prie, » dit le robot en regardant tomber la neige ('You're Welcome,' Said the Robot, and Turned to Watch the Snowflakes) par Alan Ryan
- Le Gouffre infini (The View from Endless Scarp) par Marta Randall

#### 1981
La Grotte des cerfs qui dansent (Grotto of the Dancing Deer) par Clifford D. Simak
- Un nid d'insectes (Bug House) par Lisa Tuttle
- Notre-Dame des Sauropodes (Our Lady of the Sauropods) par Robert Silverberg
- Fenêtre (Window) par Bob Leman
- La Dernière Réponse (The Last Answer) par Isaac Asimov
- The Detective of Dreams par Gene Wolfe
- Saint Amy's Tale par Orson Scott Card
- Le Voyage gelé (Frozen Journey) par Philip K. Dick
- La Convention mondiale de science-fiction de 2080 (The World Science Fiction Convention of 2080) par Ian Watson
- Prairie Sun par Edward Bryant
- Prime time (Prime Time) par Norman Spinrad
- Secrets intimes (Secrets of the Heart) par Charles L. Grant
- A Sunday Visit with Great-Grandfather par Craig Strete
- Le Cas Rautavaara (Rautavaara's Case) par Philip K. Dick
- Men Like Us par David Drake
- Lindsay and the Red City Blues par Joe Haldeman
- Guerre sous l'arbre (War Beneath the Tree) par Gene Wolfe
- Child of Darkness par P. C. Hodgell
- The Confession of Hamo par Mary Pangborn
- The Fear that Men Call Courage par James Patrick Kelly
- Some of My Best Friends par François Camoin
- Antithesis par Michael P. Kube-McDowell
- Spidersong par Susan C. Petrey

#### 1982
Passe le temps (The Pusher) par John Varley
- Serpent's Teeth par Spider Robinson
- Les Hommes aux aiguilles (The Needle Men) par George R. R. Martin
- The Only Death in the City par C. J. Cherryh
- Cette bonne vieille Mélodie (Remembering Melody) par George R. R. Martin
- La Femme qu'aimait la licorne (The Woman the Unicorn Loved) par Gene Wolfe
- Clichés (Exposures) par Gregory Benford
- The Quiet par George Florance-Guthridge
- Le Palais de minuit (The Palace at Midnight) par Robert Silverberg
- Absent Thee from Felicity Awhile par S. P. Somtow
- Executive Clemency par Gardner Dozois et Jack C. Haldeman II (en)
- Les Habitués (The Regulars) par Robert Silverberg
- Walk the Ice par Mildred Downey Broxon
- Forever par Damon Knight
- The Shroud par Michael McCollum
- Disciples par Gardner Dozois
- Venise engloutie (Venice Drowned) par Kim Stanley Robinson
- Second Comings—Reasonable Rates par Pat Cadigan
- The Softest Hammer par Charles Sheffield
- L'Adulte (The Grown-Up) par Thomas M. Disch
- Hinterlands (Hinterlands) par William Gibson
- La Venue de la poupée (The Coming of the Doll) par Pat Cadigan
- Mud/Aurora par D. D. Storm
- Le Continuum Gernsback (The Gernsback Continuum) par William Gibson
- La Flûte d'os (The Bone Flute) par Lisa Tuttle
- Casey's Empire par Nancy Kress
- Altamira (Altamira) par Carter Scholz
- On the Slab par Harlan Ellison

#### 1983
Sur (Sur) par Ursula K. Le Guin
- L'Homme-grenouille qui plongea dans l'Eternité (The Boy Who Waterskied to Forever) par James Tiptree, Jr
- Rose l'Aragne (Spider Rose) par Bruce Sterling
- God's Hooks! par Howard Waldrop
- Les éléphants sont mélancoliques (Melancholy Elephants) par Spider Robinson
- Petra par Greg Bear
- Une lettre des Cleary (A Letter from the Clearys) par Connie Willis
- Dr. Bhumbo Singh  (Dr. Bhumbo Singh) par Avram Davidson
- The Scourge par James White
- L'Homme qui rencontra Picasso (The Man Who Met Picasso) par Michael Swanwick
- Ça vous pousse dessus (It Grows On You) par Stephen King
- The Sorceress in Spite of Herself par Pat Cadigan
- The Theology of Water par Hilbert Schenck (en)
- L'Atrocité de la ligne 33 (The Horror on the #33) par Michael Shea
- Blair House par Barry N. Malzberg
- Ike at the Mike par Howard Waldrop
- Coexistence par David Brin
- Gianni (Gianni) par Robert Silverberg
- Written in Water par Tanith Lee
- The Garden of the Cognoscenti par Michael P. Kube-McDowell
- Kitemaster par Keith Roberts
- Corridors par Barry N. Malzberg
- The Broken Hoop par Pamela Sargent
- The Comedian par Timothy R. Sullivan
- Poèmes à jouer pour le Piccolo (Poems to Play on the Piccolo) par George Chesbro
- Le Styx coule à l'envers (The River Styx Flows Upstream) par Dan Simmons
- Meet Me At Apogee par Bill Johnson
- What in Solemn Silence par Charles L. Grant

#### 1984
Beyond the Dead Reef par James Tiptree, Jr
- The Peacemaker par Gardner Dozois
- La Grande Loterie (Spending a Day at the Lottery Fair) par Frederik Pohl
- Servant of the People par Frederik Pohl
- Speech Sounds par Octavia E. Butler
- Spectre (Spook) par Bruce Sterling
- The Geometry of Narrative par Hilbert Schenck (en)
- Wong's Lost and Found Emporium par William F. Wu
- Her Furry Face (en) par Leigh Kennedy
- Frères (Brothers) par Richard Cowper
- Amanda et l'extraterrestre (Amanda and the Alien) par Robert Silverberg
- Solitario's Eyes par Lucius Shepard
- Une aiguille dans une meule de temps (Needle in a Timestack) par Robert Silverberg
- Les Œufs de pierre (Stone Eggs) par Kim Stanley Robinson
- Golden Gate par R. A. Lafferty
- Potential par Isaac Asimov
- Gentian, l'Homme-Montagne (Man-Mountain Gentian) par Howard Waldrop
- La Ronde (La Ronde) par Damon Knight
- Retouches (Revisions) par Gordon Eklund
- Basileus (Basileus) par Robert Silverberg
- The Man Outside par O. Niemand
- $CALLLINK4(CATHY) par Cherie Wilkerson

#### 1985
Salvador (Salvador) par Lucius Shepard
- Les Sphères de cristal (The Crystal Spheres) par David Brin
- The Aliens Who Knew, I Mean, Everything par George Alec Effinger
- A Cabin on the Coast par Gene Wolfe
- Bright Burning Tiger par Tanith Lee
- Randonnée sur les crêtes (Ridge Running) par Kim Stanley Robinson
- Criticality par Frederik Pohl
- Armagedon (Armageddon Between Sets) par Edward Bryant
- La Carte (The Map) par Gene Wolfe
- Un troll et deux roses (A Troll and Two Roses) par Patricia A. McKillip
- Échanges touristiques (Tourist Trade) par Robert Silverberg
- Kitemaster par Keith Roberts
- Permission de sortie (Dinner Party) par Gardner Dozois
- Jardins engloutis (Sunken Gardens) par Bruce Sterling
- Corps (Bodies) par Joanna Russ
- Out of Time par Ben Bova
- At the Embassy Club par Elizabeth A. Lynn
- Fears par Pamela Sargent
- Hôtel New Rose (New Rose Hotel) par William Gibson
- Heat of Fusion par John M. Ford
- When the Music's Over... par Michael Swanwick
- Enfant du matin (Morning Child) par Gardner Dozois
- Idylle (The Affair) par Robert Silverberg
- The Gods in Flight par Brian Aldiss
- Strangeness, Charm and Spin par Kate Wilhelm
- The Eichmann Variations par George Zebrowski
- On Cannon Beach par Marta Randall
- Helpless, Helpless par Howard Waldrop
- La Senteur des aneths argentés (The Scent of Silverdill) par Richard Cowper
- Crow par James Patrick Kelly
- Barking Dogs par Terence M. Green

#### 1986
With Virgil Oddum at the East Pole par Harlan Ellison
- Fermi and Frost par Frederik Pohl
- La Neige (Snow) par John Crowley
- La Patine du temps (Time's Rub) par Gregory Benford
- Dinner in Audoghast par Bruce Sterling
- Mengele (Mengele) par Lucius Shepard
- Sans regrets (No Regrets) par Lisa Tuttle
- Flying saucer rock and roll (Flying Saucer Rock & Roll) par Howard Waldrop
- Les Dieux de Mars (The Gods of Mars) par Gardner Dozois, Jack Dann et Michael Swanwick
- ...How My Heart Breaks When I Sing This Song... par Lucius Shepard
- Hong's Bluff par William F. Wu
- Tourists par Lisa Goldstein
- Lever de soleil sur Pluton (Sunrise on Pluto) par Robert Silverberg
- Les Visiteurs (Out of All Them Bright Stars) par Nancy Kress
- Paper Dragons par James P. Blaylock
- La Transmigration de Philip K. (The Transmigration of Philip K.) par Michael Swanwick
- Mozart en verres miroirs (Mozart in Mirrorshades) par Bruce Sterling et Lewis Shiner
- Ma vie dans la jungle (My Life in the Jungle) par Jim Aikin
- Étude sur Poplar Street (The Poplar Street Study) par Karen Joy Fowler
- The Great Wall par Wayne Wightman
- The Blind Minotaur par Michael Swanwick
- The War at Home par Lewis Shiner
- The Lake Was Full of Artificial Things par Karen Joy Fowler
- The R Strain par Eric G. Iverson
- Légataires de la Terre (Heirs of the Perisphere) par Howard Waldrop
- The Last Dragon Master par A. A. Attanasio
- The Bob Dylan Tambourine Software & Satori Support Services Consortium Ltd. par Michael Bishop

#### 1987
Le Robot qui rêvait (Robot Dreams) par Isaac Asimov
- Crève-la-faim en l'an 2000 (Down and Out in the Year 2000) par Kim Stanley Robinson
- Un rat à New York (Rat) par James Patrick Kelly
- Tangentes (Tangents) par Greg Bear
- Le garçon qui tressait les crinières (The Boy Who Plaited Manes) par Nancy Springer
- Alien Graffiti par Michael Bishop
- La Planète aux visages (Face Value) par Karen Joy Fowler
- Thorn (Thorn) par Robert Holdstock
- Joli mec sur l'écran (Pretty Boy Crossover) par Pat Cadigan
- Jeff Beck par Lewis Shiner
- Voyage South from Thousand Willows par Lucius Shepard
- Notre cité (Our Town) par Kim Stanley Robinson
- Ce soir dorment les lions (The Lions Are Asleep This Night) par Howard Waldrop
- And So to Bed par Harry Turtledove
- Voir sans yeux (Blindsight) par Robert Silverberg
- Strangers on Paradise par Damon Knight
- Un chêne en fleur (Lo, How an Oak E'er Blooming) par Suzette Haden Elgin
- L'Homme sauvage (Fair Game) par Howard Waldrop
- Le Piège à idées (The Idea Trap) par George Zebrowski
- Phone Repairs par Nancy Kress
- Des yeux de serpent (Snake-Eyes) par Tom Maddox
- Sculpteur sur chair (Skintwister) par Paul Di Filippo
- Haut de gamme (State of the Art) par Robert Charles Wilson
- L'Appel du large (Sea Change) par Scott Baker

#### 1988
Tombent les anges (Angel) par Pat Cadigan
- The Faithful Companion at Forty par Karen Joy Fowler
- Delta Sly Honey (Delta Sly Honey) par Lucius Shepard
- Au centre de la vie (In Midst of Life) par James Tiptree, Jr
- Le Dragon du verrier (The Glassblower's Dragon) par Lucius Shepard
- Mes nuits chez Harry (Why I Left Harry's All-Night Hamburgers) par Lawrence Watt-Evans
- Cassandra's Photographs par Lisa Goldstein
- À toi pour toujours, Anna (Forever Yours, Anna) par Kate Wilhelm
- La Nuit des tortues (Night of the Cooters) par Howard Waldrop
- Glass par Nancy Kress
- To Hell with the Stars par Jack McDevitt
- The Ghost Lemurs of Madagascar par William S. Burroughs
- Le Rémissionnaire (The Pardoner's Tale) par Robert Silverberg
- The Little Magic Shop par Bruce Sterling
- Highbrow par Neal Barrett, Jr
- Schwarzschild Radius par Connie Willis
- Diner par Neal Barrett, Jr
- The Circular Library of Stones par Carol Emshwiller
- Je me souviens de Carthage (For Thus Do I Remember Carthage) par Michael Bishop
- Dæmon par James Patrick Kelly
- L'Étoile de fer (The Iron Star) par Robert Silverberg
- The World Next Door par Brad Ferguson
- Copains comme chiens (Friend's Best Man) par Jonathan Carroll
- Lapidary Nights par Marta Randall
- Désolation (What Bleak Land) par Robert Franklin Young
- Pleurons sous la pluie (Crying in the Rain) par Tanith Lee
- Heroics par James Patrick Kelly
- The Alien in the Lake par Andrew Weiner

#### 1989
Eidolons par Harlan Ellison
- Kirinyaga par Mike Resnick
- Wild, Wild Horses par Howard Waldrop
- L'Épidémie de générosité (The Giving Plague) par David Brin
- Youthful Folly par Lucius Shepard
- Conte d'une nuit d'hiver (A Midwinter's Tale) par Michael Swanwick
- At the Double Solstice par Gregory Benford
- La Maison en os (House of Bones) par Robert Silverberg
- Voices of the Kill par Thomas M. Disch
- Tchernobyl ma douleur (Our Neural Chernobyl) par Bruce Sterling
- Quelques rides sur la mer de Dirac (Ripples in the Dirac Sea) par Geoffrey A. Landis
- The Quiet Monk par Jane Yolen
- The Fort Moxie Branch par Jack McDevitt
- Stairs par Neal Barrett, Jr
- Le Désir qui couve (Slow, Slow Burn) par George Alec Effinger
- Last Contact par Jack McDevitt
- Mrs. Shummel Exits a Winner par John Kessel
- Rouge Lily (Lily Red) par Karen Joy Fowler
- The Dead Man's Eyes par Robert Silverberg
- Home Front par James Patrick Kelly
- Moments of Clarity par Elissa Malcohn
- Philippa's Hands par Nancy Kress
- The Circus Horse par Amy Bechtel
- In Memoriam par Nancy Kress
- It Was the Heat par Pat Cadigan
- Stable Strategies for Middle Management par Eileen Gunn
- Cauchemar au pays des jouets (Dark Night in Toyland) par Bob Shaw
- Craps par Nancy Kress
- Dying in Hull par D. Alexander Smith
- After the Master par Lisa Goldstein
- La mort est différente (Death Is Different) par Lisa Goldstein
- The Girl Who Loved Animals par Bruce McAllister
- Voyageurs (Transients) par Carter Scholz
- The Thing Itself par Michael Blumlein

### Années 1990
| Sommaire : | - Haut - 1990 - 1991 - 1992 - 1993 - 1994 - 1995 - 1996 - 1997 - 1998 - 1999 |

#### 1990
Enfants perdus (Lost Boys) par Orson Scott Card
- The Power and the Passion par Pat Cadigan
- Privacy par David Brin
- Le Bord du monde (The Edge of the World) par Michael Swanwick
- Nibards (Boobs) par Suzy McKee Charnas
- Dori Bangs par Bruce Sterling
- Dilemma par Connie Willis
- Abe Lincoln in McDonald's par James Morrow
- The Happy Turnip par Thomas M. Disch
- Leçon d'histoire (Remaking History) par Kim Stanley Robinson
- Bible Stories for Adults, No. 31: The Covenant par James Morrow
- 2650 A.U.C. : Une fable des bois véniens (Tales from the Venia Woods) par Robert Silverberg
- Mozart on Morphine par Gregory Benford
- Soirée match  (Game Night at the Fox and Goose) par Karen Joy Fowler
- Univers en expansion (The Enormous Space) par J. G. Ballard
- Computer Friendly par Eileen Gunn
- Soul of the City par Michael F. Flynn
- Unidentified Objects par James P. Blaylock
- The Steel Valentine par Joe R. Lansdale
- Prescience par Pat Murphy
- Alphas par Gregory Benford
- His Powder'd Wig, His Crown of Thornes par Marc Laidlaw
- Mosquito par Richard Calder (en)
- Points of View par Kathe Koja
- Out of Copyright par Charles Sheffield
- Icicle Music par Michael Bishop
- Useful Life par Kevin O'Donnell, Jr.
- Malheur Maar par Vonda N. McIntyre
- Yore Skin's Jes's Soft 'n Purty...He Said. par Chet Williamson
- Steam Engine Time par Lewis Shiner
- Expiation (Solace) par Gardner Dozois
- What Befell Mairiam par Algis Budrys
- Little Worker par Paul Di Filippo
- Kaddish par Jack Dann
- Skin Deep par Kathe Koja

#### 1991
Les ours découvrent le feu (Bears Discover Fire) par Terry Bisson
- Cibola (Cibola) par Connie Willis
- Godspeed par Charles Sheffield
- La Première Fois (The First Time) par K. W. Jeter
- Zürich par Kim Stanley Robinson
- De l'amour et du sexe chez les invertébrés (Love and Sex Among the Invertebrates) par Pat Murphy
- Des maris  (Husbands) par Lisa Tuttle
- La Cité blanche (White City) par Lewis Shiner
- We See Things Differently par Bruce Sterling
- The Utility Man par Robert Reed
- Axiomatique (Axiomatic) par Greg Egan
- Missolonghi 1824 (Missolonghi 1824) par John Crowley
- Designated Hitter par Harry Turtledove
- Lieserl (Lieserl) par Karen Joy Fowler
- True Colors par Kathe Koja
- Shore Leave Blacks par Nancy Etchemendy
- En apprenant à être moi (Learning to Be Me) par Greg Egan
- The Cold Cage par Ray Aldridge
- Les Infos de minuit (Midnight News) par Lisa Goldstein
- Après Moi par Gardner Dozois
- La Tristesse du détail (The Sadness of Detail) par Jonathan Carroll
- VRM-547 par W. R. Thompson
- Over Flat Mountain par Terry Bisson
- Stimulations (Arousal) par Richard Christian Matheson
- Projects par Geoffrey A. Landis
- Lézard du désir (Lizard Lust) par Lisa Tuttle

#### 1992
Buffalo par John Kessel
- La Fille-terre (Daughter Earth) par James Morrow
- Vinland the Dream par Kim Stanley Robinson
- À la fin du Crétacé (In the Late Cretaceous) par Connie Willis
- Choisissez Anne (Press Ann) par Terry Bisson
- Des anges amoureux (Angels in Love) par Kathe Koja
- Division par zéro (Division by Zero) par Ted Chiang
- Sœurs de sang (Blood Sisters) par Greg Egan
- Ténèbres (The Dark) par Karen Joy Fowler
- Winter Solstice par Mike Resnick
- Cargaisons de rêve (Dream Cargoes) par J. G. Ballard
- Images par Joe Haldeman
- One Perfect Morning, With Jackals par Mike Resnick
- 2206 A.U.C. : Un avant-poste du royaume (An Outpost of the Empire) par Robert Silverberg
- Skinner's Room par William Gibson
- Bright Light, Big City par Greg Costikyan
- True Love par K. W. Jeter
- Marche au soleil (A Walk in the Sun) par Geoffrey A. Landis
- Voices par Jack Dann
- Johnny Come Home par Pat Cadigan
- Dog's Life par Martha Soukup
- Vénus s'élevant des eaux (Venus Rising on Water) par Tanith Lee
- Fidélité (Fidelity) par Greg Egan
- Pipes par Robert Reed
- Chu Chai par S. P. Somtow
- Pogrom par James Patrick Kelly

#### 1993
Même Sa Majesté (Even the Queen) par Connie Willis
- La montagne ira à Mahomet (The Mountain to Mohammed) par Nancy Kress
- Graves par Joe Haldeman
- The Last Robot par Adam-Troy Castro
- In Concert par Michael Swanwick
- Petite musique de nuit (A Little Night Music) par Lucius Shepard
- The Winterberry par Nicholas A. DiChario
- The Lotus and the Spear par Mike Resnick
- The Message from Mars par J. G. Ballard
- In Memoriam (In Memoriam) par Poul Anderson
- The Hammer of God par Arthur C. Clarke
- The Kennedy Enterprise par David Gerrold
- L'Emplacement arbitraire des murs (The Arbitrary Placement of Walls) par Martha Soukup
- 50 Ways to Improve Your Orgasm par Pat Cadigan
- Good Intentions par John Varley
- La Compagnie des orages (The Company of Storms) par Kathe Koja
- Tous les vœux (All Vows) par Esther M. Friesner
- C-Change par Charles Sheffield
- The Abduction of Bunny Steiner, or A Shameless Lie par Thomas M. Disch
- The Effects of Alienation par Howard Waldrop
- Alfred par Lisa Goldstein
- Steelcollar Worker par Vonda N. McIntyre
- Two Guys from the Future par Terry Bisson
- Planck Zero par Stephen Baxter
- Orbites instables dans la sphère des illusions (Unstable Orbits in the Space of Lies) par Greg Egan
- La Première Pierre (The Rock that Changed Things) par Ursula K. Le Guin
- The Round-Eyed Barbarians par Lyon Sprague de Camp
- The Sound of the River par M. Shayne Bell
- Ship Full of Jews par Barry N. Malzberg

#### 1994
Close Encounter par Connie Willis
- Mwalimu in the Squared Circle par Mike Resnick
- The Story So Far par Martha Soukup
- La Dame des os (The Bone Woman) par Charles de Lint
- Martin le mercredi (Martin on a Wednesday) par Nancy Kress
- The Battle of Long Island par Nancy Kress
- Feedback par Joe Haldeman
- Je t'égarerai dans les bois (I Shall Do Thee Mischief in the Wood) par Kathe Koja
- The Face par Ed Gorman
- Useful Phrases par Gene Wolfe
- Sacred Cow par Bruce Sterling
- Le Réserviste  (The Extra) par Greg Egan
- The Good Pup par Bridget McKenna
- The Sri Lanka Position par Robert Silverberg
- The Plot to Save Hitler par W. R. Thompson
- J'ai été l'objet sexuel des dieux (Love Toys of the Gods) par Pat Cadigan
- Everything that Rises, Must Converge par Michael Armstrong
- Sinner-Saints par Kristine Kathryn Rusch
- Porteuses (Carriers) par Brian Stableford
- 'Forever,' Said the Duck par Jonathan Lethem
- Sea-Scene, or, Vergil and the Ox-Thrall par Avram Davidson
- Cliffs That Laughed par R. A. Lafferty

#### 1995
Pas si aveugle (None So Blind) par Joe Haldeman
- I Know What You're Thinking par Kate Wilhelm
- Le Virage de l'homme mort (Dead Man's Curve) par Terry Bisson
- Le Récit du changelin (The Changeling's Tale) par Michael Swanwick
- Virtual Love par Maureen F. McHugh
- Bible Stories for Adults, No. 20: The Tower par James Morrow
- Mrs. Lincoln's China par M. Shayne Bell
- Un amour qu'on n'a pas choisi (Unchosen Love) par Ursula K. Le Guin
- Manhattan 99 par Neal Barrett, Jr
- Barnaby in Exile par Mike Resnick
- Understanding Entropy par Barry N. Malzberg
- The Narcissus Plague par Lisa Goldstein
- The Sawing Boys par Howard Waldrop
- Margin of Error par Nancy Kress
- Bloodletting par Kate Wilhelm
- Blinker par Jack McDevitt
- Inspiration par Ben Bova
- Hitler at Nuremburg par Barry N. Malzberg
- La Reine des anges (Queen of Angels) par Kathe Koja
- Jukebox Gifts par Dean Wesley Smith
- The Pandora Probe par Jerry Oltion
- The Mask par Michael Swanwick
- Big Guy par James Patrick Kelly
- The Blood of Angels par Stephen Baxter
- The Fire that Scours par Edward Bryant

#### 1996
The Lincoln Train par Maureen F. McHugh
- Gossamer par Stephen Baxter
- High Abyss par Gregory Benford
- A Birthday par Esther M. Friesner
- Les Trois régressions de Jeremy Baker (The Three Descents of Jeremy Baker) par Roger Zelazny
- Walking Out par Michael Swanwick
- Life on the Moon par Tony Daniel
- The Lens of Time par James E. Gunn
- Il n'y a pas de morts (There Are No Dead) par Terry Bisson
- Olders par Ursula K. Le Guin
- The Day the Aliens Came par Robert Sheckley
- L'Ère de l'innocence (The Age of Innocence) par Brian Stableford
- Into the Tunnel! par Brian Aldiss
- À la maison (Home) par Geoff Ryman
- Alice's Asteroid par G. David Nordley
- The Beautiful, the Damned par Kristine Kathryn Rusch
- The Promise of God par Michael F. Flynn

#### 1997
Disparus (Gone) par John Crowley
- Counting Cats in Zanzibar par Gene Wolfe
- The Last Homosexual par Paul Park
- La Vie des morts (The Dead) par Michael Swanwick
- The Soul Selects Her Own Society: Invasion and Repulsion: A Chronological Reinterpretation of Two of Emily Dickinson's Poems: A Wellsian Perspective par Connie Willis
- Une chance à saisir (Forget Luck) par Kate Wilhelm
- On Sequoia Time par Daniel Keys Moran
- Décence (Decency) par Robert Reed
- Strings par Maureen F. McHugh
- Appointment in Sinai par Ben Bova
- Pour le bien de la communauté (Community) par Gardner Dozois
- A Silurian Tale par Steven Utley
- Columbiad (Columbiad) par Stephen Baxter
- Un-Birthday Boy par James White
- Invasion par Joanna Russ
- The Spacetime Pit par Stephen Baxter et Eric Brown
- Breakaway, Backdown par James Patrick Kelly
- First Tuesday par Robert Reed
- Jusqu'à ce que la mort nous sépare (Death Do Us Part) par Robert Silverberg
- Under Pressure par Sarah Zettel

#### 1998
Cordélia (Itsy Bitsy Spider) par James Patrick Kelly
- Scientifiction par Howard Waldrop
- Zemlya par Stephen Baxter
- The 43 Antarean Dynasties par Mike Resnick
- Get a Grip par Paul Park
- La Sagesse de cette bonne vieille Terre (The Wisdom of Old Earth) par Michael Swanwick
- On the Inside par Robert Silverberg
- No Planets Strike par Gene Wolfe
- À la mode, à la mode (Always True to Thee, in My Fashion) par Nancy Kress
- Standing Room Only par Karen Joy Fowler
- Ce qu'une main donne… (The Hand You're Dealt) par Robert J. Sawyer
- Glass Earth Inc. par Stephen Baxter
- Winter Fire par Geoffrey A. Landis
- Gulliver at Home par John Kessel
- Avril à Paris (An Office Romance) par Terry Bisson
- The Heart of Whitenesse par Howard Waldrop
- Flash Company par Gene Wolfe
- Orphanogenesis par Greg Egan
- Booming Ice par Robert Reed

#### 1999
Maneki Neko (Maneki Neko) par Bruce Sterling
- Radiant Doors par Michael Swanwick
- Mr. Goober's Show par Howard Waldrop
- Moon-Calf par Stephen Baxter
- Dante Dreams par Stephen Baxter
- Wild Minds par Michael Swanwick
- Every Angel Is Terrifying par John Kessel
- Le Feu premier (First Fire) par Terry Bisson
- Whiptail par Robert Reed
- 17 par Paul J. McAuley
- Le Pouls brutal de la machine (The Very Pulse of the Machine) par Michael Swanwick
- The Year of the Mouse par Norman Spinrad
- US par Howard Waldrop
- L'Agénésie congénitale de l'idéation du genre par K. N. Sirsi et Sandra Botkin (Congenital Agenesis of Gender Ideation' by K.N. Sirsi and Sandra Botkin) par Raphael Carter (en)
- Microcosmic Dog par Michael Swanwick
- Le Sauveur (Savior) par Robert Reed
- The Stubbornest Broad on Earth par Janet Kagan
- The Wire Continuum par Arthur C. Clarke et Stephen Baxter
- Out of Space, Out of Time par David Langford
- Radio Praha par Tony Daniel
- Tiger, Tiger par Severna Park
- Options par Hal Clement
- Wrapper par Gene Wolfe
- While You Wait par Kathy Oltion

### Années 2000
| Sommaire : | - Haut - 2000 - 2001 - 2002 - 2003 - 2004 - 2005 - 2006 - 2007 - 2008 - 2009 |

#### 2000
Meucs (macs) par Terry Bisson
- Ancient Engines par Michael Swanwick
- Scherzo avec tyrannosaure (Scherzo with Tyrannosaur) par Michael Swanwick
- Spindrift par Stephen Baxter
- Arthur Sternbach Brings the Curveball to Mars par Kim Stanley Robinson
- People Came from Earth par Stephen Baxter
- The Dynasters Vol. 1: On the Downs par Howard Waldrop
- Comme un éléphant dans un couloir (Fish in a Barrel) par Jonathan Carroll
- Sexual Dimorphism par Kim Stanley Robinson
- Jennifer, Just Before Midnight par William Sanders
- Yurek Rutz, Yurek Rutz, Yurek Rutz par David Marusek
- Everywhere par Geoff Ryman
- Her Own Private Sitcom par Allen Steele
- Human Bay par Robert Reed
- Smoother par Terry Bisson
- Shiva par Barry N. Malzberg
- Ashes and Tombstones par Brian Stableford
- An Apollo Asteroid par Brian Aldiss
- Into the Blue Abyss par Geoffrey A. Landis
- Suicide Coast par M. John Harrison
- Alien TV par Paul J. McAuley

#### 2001
The Missing Mass par Larry Niven
- Chasse au clair de lune (Moon Dogs) par Michael Swanwick
- Silver Ghost par Stephen Baxter
- La Famille royale de Hegn (The Royals of Hegn) par Ursula K. Le Guin
- Sheena 5 par Stephen Baxter
- The Raggle Taggle Gypsy-O par Michael Swanwick
- Interstitial par Paul J. McAuley
- Winter Quarters par Howard Waldrop
- L'Auteur de fantasy et son assistante (The Fantasy Writer's Assistant) par Jeffrey Ford
- Lucy par Terry Bisson
- The Art of Fugue par Charles Sheffield
- Fenneman's Mouth par Andy Duncan
- Patient Zero par Tananarive Due
- Our Mortal Span par Howard Waldrop
- The War of the Worlds par James P. Blaylock
- The Mandrake Garden par Brian Stableford
- Partial Eclipse par Graham Joyce
- The Eye in the Heart par Tanith Lee
- Les Voltigeurs de Gy (The Flyers of Gy: An Interplanetary Tale) par Ursula K. Le Guin
- Greedy Choke Puppy par Nalo Hopkinson
- Under the Hill par Jane Yolen
- Reality Check par David Brin
- Madame Bovary, c'est moi par Dan Simmons
- The Neon Heart Murders par M. John Harrison
- The Reluctant Book par Paul Di Filippo
- Malthusian's Zombie par Jeffrey Ford
- Catching Crumbs from the Table par Ted Chiang
- Fidelity: A Primer par Michael Blumlein
- Snow in Summer par Jane Yolen
- How Beautiful With Banners par Michael Bishop
- The Foster Child par William Browning Spencer
- The Millennial Express par Robert Silverberg
- Steppenpferd par Brian Aldiss
- Colours of the Soul par Sean McMullen

#### 2002
Les Os de la terre  (The Bones of the Earth) par Ursula K. Le Guin
- Tout sauf un chien (The Dog Said Bow-Wow) par Michael Swanwick
- Incognita, Inc. par Harlan Ellison
- The Ghost Pit par Stephen Baxter
- Senator Bilbo par Andy Duncan
- In Glory Like Their Star par Gene Wolfe
- Grey Earth par Stephen Baxter
- Anomalies (Anomalies) par Gregory Benford
- Creature par Carol Emshwiller
- The Milk of Human Kindness par Brian Stableford
- Ave de Paso (Ave de Paso) par Catherine Asaro
- Queen par Gene Wolfe
- La Construction (The Building) par Ursula K. Le Guin
- The Shadow par Thomas M. Disch
- Charlie et ses drôles de dames (Charlie's Angels) par Terry Bisson
- Coupure (Cut) par Megan Lindholm
- Des visiteurs uniques (Unique Visitors) par James Patrick Kelly
- His Own Back Yard par James P. Blaylock
- La Pelote en fil de miel (The Honeyed Knot) par Jeffrey Ford
- Small Houses par James P. Blaylock
- The Infodict par James Van Pelt
- Un samedi soir tranquille à l'Amicale des Pêcheurs & Chasseurs Surréalistes (A Slow Saturday Night at the Surrealist Sporting Club) par Michael Moorcock
- Exclusion par Daniel Abraham
- The Black Heart par Patrick O'Leary
- Ce que nous avons fait cet été-là (What We Did That Summer) par Kathe Koja et Barry N. Malzberg
- The God of Dark Laughter par Michael Chabon
- Little Brother par Walter Mosley
- The Ground He Stood On par J. R. Dunn
- The Exchange, by Nicholas Sporlander par Jeff VanderMeer
- Self-Portrait, with Melanoma, Final Draft par Paul Park
- Non-Disclosure Agreement par Scott Westerfeld

#### 2003
La Présidence d'octobre (October in the Chair) par Neil Gaiman
- Création (Creation) par Jeffrey Ford
- Familiarisation (Familiar) par China Miéville
- The Little Cat Laughed to See Such Sport par Michael Swanwick
- The Hunters of Pangaea par Stephen Baxter
- In Paradise par Bruce Sterling
- The Hanging Curve par Gardner Dozois
- The Waif par Gene Wolfe
- Le Rêve social des Frines (Social Dreaming of the Frin) par Ursula K. Le Guin
- 'Hello,' Said the Stick par Michael Swanwick
- What I Didn't See par Karen Joy Fowler
- Shields of Mars par Gene Wolfe
- Les Saisons des Ansarac (The Seasons of the Ansarac) par Ursula K. Le Guin
- Candy Art par James Patrick Kelly
- Her Father's Eyes par Kage Baker
- If Lions Could Speak: Imaging the Alien par Paul Park
- J'ai vu la lumière (I Saw the Light) par Terry Bisson
- Lambing Season par Molly Gloss
- Hunter's Moon par Patricia A. McKillip
- The Long Chase par Geoffrey A. Landis
- She Sees My Monsters Now par Robert Reed
- Droplet par Benjamin Rosenbaum
- Knapsack Poems par Eleanor Arnason
- The Invisible Empire par John Kessel
- Dirty Little War par Michael Swanwick
- The War of the Worldviews par James Morrow
- At Dorado par Geoffrey A. Landis
- Some Other Time par Ray Vukcevich
- Flight Correction par Ken Wharton

#### 2004
L'Heure de la fermeture (Closing Time) par Neil Gaiman
- Four Short Novels par Joe Haldeman
- Castaway par Gene Wolfe
- The Tale of the Golden Eagle par David D. Levine
- Graylord Man's Last Words par Gene Wolfe
- A Night on the Barbary Coast par Kage Baker
- 555 par Robert Reed
- And the Dish Ran Away with the Spoon par Paul Di Filippo
- The Hibernators par Brian Aldiss
- Rogue Farm par Charles Stross
- Calling Your Name par Howard Waldrop
- Flowers from Alice par Cory Doctorow et Charles Stross
- In Fading Suns and Dying Moons par John Varley
- Smoke and Mirrors: Four Scenes from the Post-utopian Future par Michael Swanwick
- June Sixteenth at Anna's par Kristine Kathryn Rusch
- Ancestor Money par Maureen F. McHugh
- Boys: A short story par Carol Emshwiller
- D=RxT par Howard Waldrop
- Joe Steele par Harry Turtledove
- The Trentino Kid par Jeffrey Ford
- Deep in the Woods of Grammarie par Michael Swanwick
- Fairy Tale par Gardner Dozois
- The Apocalaypse According to Olaf par Barth Anderson
- L'Arrière-cour des sauteurs dimensionnels (Nimby and the Dimension Hoppers) par Cory Doctorow
- Big Ugly Mama and the ZK par Eleanor Arnason
- Of New Arrivals, Many Johns, and the Music of the Spheres par John Kessel
- Daddy Mention and the Monday Skull par Andy Duncan
- The Beautiful Gelreesh par Jeffrey Ford
- Mother par James Patrick Kelly
- Grey Star par Albert E. Cowdrey
- Wild Thing par Charles Coleman Finlay
- EJ-ES par Nancy Kress
- Birth Days par Geoff Ryman

#### 2005
Les Épouses interdites des esclaves sans visages dans le manoir secret de la nuit du désir (Forbidden Brides of the Faceless Slaves in the Nameless House of the Night of Dread Desire) par Neil Gaiman
- Pulp Cover par Gene Wolfe
- 'Tis the Season par China Miéville
- The Wolf-man of Alcatraz par Howard Waldrop
- Les Annales d’Eekin-Ok (The Annals of Eelin-Ok) par Jeffrey Ford
- Faces par Joe Haldeman
- The Last Geek par Michael Swanwick
- Notre mère qui dansez (My Mother, Dancing) par Nancy Kress
- Scout's Honor par Terry Bisson
- The Best Christmas Ever par James Patrick Kelly
- Singing My Sister Down par Margo Lanagan
- All of Us Can Almost... par Carol Emshwiller
- The Gods of a Lesser Creation par William Barton
- Zora and the Zombie par Andy Duncan
- Luciferase par Bruce Sterling
- Gliders Though They Be par Carol Emshwiller
- The Mission par Jack McDevitt
- Hula Ville par James P. Blaylock
- Strood par Neal Asher
- Synthetic Serendipity par Vernor Vinge
- The Baum Plan for Financial Independence par John Kessel
- Skindancing par Liz Williams
- Oversite par Maureen F. McHugh
- tourism par M. John Harrison
- The Green Glass Sea par Ellen Klages
- Red Hands, Black Hands par Chris Roberson
- Wonderwall par Elizabeth Hand
- The Night Market par Holly Black
- Opal Ball par Robert Reed
- Start the Clock par Benjamin Rosenbaum
- Cold Fires par M. Rickert
- Alone in the House of Mims par Barth Anderson
- Dinosaur Songs par Kathleen Ann Goonan
- Embracing-the-New par Benjamin Rosenbaum
- Zero's Twin par A. A. Attanasio

#### 2006
L'Oiseau-soleil (Sunbird) par Neil Gaiman
- Plans d'urgence antizombies (Some Zombie Contingency Plans) par Kelly Link
- I Live With You par Carol Emshwiller
- Boatman's Holiday par Jeffrey Ford
- Triceratops Summer par Michael Swanwick
- The Children of Time par Stephen Baxter
- Pas l'ombre d'une chance (Snowball's Chance) par Charles Stross
- Monster par Kelly Link
- Comber par Gene Wolfe
- Angel of Light par Joe Haldeman
- The Great Divorce par Kelly Link
- The Farmer's Cat par Jeff VanderMeer
- A Signal from Earth par Stephen Baxter
- Mason's Rats par Neal Asher
- Helen Remembers the Stork Club par Esther M. Friesner
- The Denial par Bruce Sterling
- Pip and the Fairies par Theodora Goss
- Tk'tk'tk par David D. Levine
- The Two Old Women par Kage Baker
- Giant Land par Jeffrey Ford
- The Second Coming of Charles Darwin par James Morrow
- Dernier Cri (Best New Horror) par Joe Hill
- The Ice-Cream Man par James Van Pelt
- Is There Life After Rehab? par Pat Cadigan
- Twilight States par Albert E. Cowdrey
- Calypso in Berlin par Elizabeth Hand
- A Case of Consilience par Ken MacLeod
- The Fate of Mice par Susan Palwick (en)

#### 2007
Comment parler aux filles pendant les fêtes (How to Talk to Girls at Parties) par Neil Gaiman
- Nano Comes to Clifford Falls par Nancy Kress
- Sob in the Silence par Gene Wolfe
- In the Abyss of Time par Stephen Baxter
- Tin Marsh par Michael Swanwick
- The Way He Does It par Jeffrey Ford
- Rêves impossibles (Impossible Dreams) par Tim Pratt
- The American Dead par Jay Lake
- Eight Episodes par Robert Reed
- The Saffron Gatherers par Elizabeth Hand
- Another Word for Map Is Faith par Christopher Rowe
- Killers par Carol Emshwiller
- Chu and the Nants par Rudy Rucker
- The Secret Paths of Rajan Khanna par Jeff VanderMeer
- A Fine Magic par Margo Lanagan
- World of No Return par Carol Emshwiller
- La Maison derrière le ciel (The House Beyond Your Sky) par Benjamin Rosenbaum
- Preemption par Charlie Rosenkranz
- Taking Good Care of Myself par Ian R. MacLeod
- Under Hell, Over Heaven par Margo Lanagan
- The Age of Ice par Liz Williams
- Cup and Table par Tim Pratt
- Kyle fait la connaissance du fleuve (Kyle Meets the River) par Ian McDonald)
- You Have Never Been Here par M. Rickert
- Révélation (Revelation) par Albert E. Cowdrey
- Kin par Bruce McAllister
- Winkie par Margo Lanagan
- To Measure the Earth par Jedediah Berry
- Lighthouse par Michael Shara et Jack McDevitt
- The Small Astral Object Genius par James Van Pelt
- The League of Last Girls par Christopher Rowe
- The Town on Blighted Sea par A. M. Dellamonica

#### 2008
A Small Room in Koboldtown par Michael Swanwick
- The Last and Only, or, Mr. Moscowitz Becomes French par Peter S. Beagle
- Qui a peur de Wolf 359 ? (Who's Afraid of Wolf 359?) par Ken MacLeod
- Ligne de marée (Tideline) par Elizabeth Bear
- Last Contact par Stephen Baxter
- Unique Chicken Goes in Reverse par Andy Duncan
- L'Art de la guerre (Art of War) par Nancy Kress
- Jesus Christ, Reanimator par Ken MacLeod
- The Dreaming Wind par Jeffrey Ford
- Pirates of the Somali Coast par Terry Bisson
- Barrens Dancing par Peter S. Beagle
- The Third Bear par Jeff VanderMeer
- The Drowned Life par Jeffrey Ford
- Always (Always) par Karen Joy Fowler
- Artifice and Intelligence par Tim Pratt
- Magic with Thirteen-Year-Old Boys par Robert Reed
- Among Strangers par Pat Cadigan
- Orm the Beautiful par Elizabeth Bear
- Mrs. Zeno's Paradox par Ellen Klages
- L'Anneau de Verthandi  (Verthandi's Ring) par Ian McDonald
- The Ruby Incomparable par Kage Baker
- Memoir of a Deer Woman par M. Rickert
- Oussama téléphone maison (Osama Phone Home) par David Marusek
- Stone and the Librarian par William Browning Spencer
- Sanjîv et Robot-wallah (Sanjeev and Robotwallah) par Ian McDonald
- The Manticore Spell par Jeffrey Ford
- Holiday par M. Rickert
- The Lost Boy: A Reporter at Large par Maureen F. McHugh
- Sous le fond du lac (Under the Bottom of the Lake) par Jeffrey Ford
- Three Days of Rain par Holly Phillips
- Soul Case par Nalo Hopkinson
- By Fools Like Me par Nancy Kress
- Singing of Mount Abora par Theodora Goss
- Fragrant Goddess par Paul Park
- The Lustration par Bruce Sterling
- Electric Rains par Kathleen Ann Goonan
- A Plain Tale from Our Hills par Bruce Sterling
- Fête de diplôme (Graduation Afternoon) par Stephen King
- Clockmaker's Requiem par Barth Anderson
- Catherine and the Satyr par Theodora Goss
- Molly and the Red Hat par Benjamin Rosenbaum
- C-Rock City par Jay Lake et Greg Van Eekhout

#### 2009
Expiration (Exhalation) par Ted Chiang
- After the Coup par John Scalzi
- Boojim par Elizabeth Bear et Sarah Monette
- The Kindness of Strangers par Nancy Kress
- King Pelles the Sure par Peter S. Beagle
- From Babel's Fall'n Glory We Fled par Michael Swanwick
- Private Eye par Terry Bisson
- 26 Monkeys, Also the Abyss par Kij Johnson
- Le Petit Garçon à l’épouvantail (The Scarecrow's Boy) par Michael Swanwick
- Evil Robot Monkey par Mary Robinette Kowal
- A Buyer's Guide to Maps of Antarctica par Catherynne M. Valente
- The Thought War par Paul J. McAuley
- The Goosle par Margo Lanagan
- Fixing Hanover par Jeff VanderMeer
- The Sky that Wraps the World Round, Past the Blue and Into the Black par Jay Lake
- Ass-Hat Magic Spider par Scott Westerfeld
- The Dream of Reason par Jeffrey Ford
- Invisible Empire of Ascending Light par Ken Scholes
- The Film-makers of Mars par Geoff Ryman
- The House Left Empty par Robert Reed
- Guide de lecture (Reader's Guide) par Lisa Goldstein
- Fifty Dinosaurs par Robert Reed
- Goblin Music par Joan Aiken
- The Seventh Expression of the Robot General par Jeffrey Ford
- Snatch Me Another par Mercurio D. Rivera

### Années 2010
| Sommaire : | - Haut - 2010 - 2011 - 2012 - 2013 - 2014 - 2015 - 2016 - 2017 - 2018 - 2019 |

#### 2010
Invocation de l'incuriosité (An Invocation of Incuriosity) par Neil Gaiman
- Mêlée (Spar) par Kij Johnson
- Useless Things par Maureen F. McHugh
- Pelican Bar (The Pelican Bar) par Karen Joy Fowler
- Going Deep par James Patrick Kelly
- Before My Last Breath par Robert Reed
- Donovan Sent Us par Gene Wolfe
- Narrative of a Beast's Life par Cat Rambo (en)
- The Cinderalla Game par Kelly Link
- Bloqués (Blocked) par Geoff Ryman
- The Radiant Car Thy Sparrows Drew par Catherynne M. Valente
- A Delicate Architecture par Catherynne M. Valente
- Three Twilight Tales par Jo Walton
- Colliding Branes par Rudy Rucker et Bruce Sterling
- Escape to Other Worlds with Science Fiction par Jo Walton
- The Motorman's Coat par John Kessel
- Child-Empress of Mars par Theodora Goss
- Comme les femmes se battent (As Women Fight) par Sara Genge
- The Boy Who Cried Wolf par Holly Black
- The Coldest Girl in Coldtown par Holly Black
- Ferryman par Margo Lanagan
- Strappado par Laird Barron
- A Story, With Beans par Steven Gould
- Wizard's Apprentice par Delia Sherman
- Dulce Domum par Ellen Kushner
- Edison's Frankenstein par Chris Roberson
- Singing on a Star par Ellen Klages

#### 2011
Le Problème avec Cassandra (The Thing About Cassandra) par Neil Gaiman
- La Chose (The Things) par Peter Watts
- Thirteen Ways of Looking at Space/Time par Catherynne M. Valente
- Booth’s Ghost par Karen Joy Fowler
- Names for Water par Kij Johnson
- Libertarian Russia par Michael Swanwick
- How to Become a Mars Overlord par Catherynne M. Valente
- For Want of a Nail par Mary Robinette Kowal
- Sleeping Dogs par Joe Haldeman
- A Letter from the Emperor par Steve Rasnic Tem
- The Green Book par Amal El-Mohtar
- The Man With the Knives par Ellen Kushner
- Tonight We Fly par Ian McDonald
- After the Dragon par Sarah Monette
- The Jammie Dodgers and the Adventure of the Leicester Square Screening par Cory Doctorow
- The Taste of Night par Pat Cadigan
- The Exterminator's Want-Ad par Bruce Sterling
- Seven Sexy Cowboy Robots par Sandra McDonald
- Sobek par Holly Black
- Elegy for a Young Elk par Hannu Rajaniemi
- Polka Dots and Moonbeams par Jeffrey Ford
- Blue Fire par Bruce McAllister
- Clockwork Fairies par Cat Rambo (en)
- Graffiti in the Library of Babel par David Langford
- A Suitable Present for a Sorcerous Puppet par Garth Nix
- Flower, Mercy, Needle, Chain par Yoon Ha Lee
- The Children of Cadmus par Ellen Kushner
- The Cull par Robert Reed
- The Monster's Million Faces par Rachel Swirsky (en)
- Notre modèle économique ? Le paradoxe de Fermi (The Fermi Paradox Is Our Business Model) par Charlie Jane Anders
- Pack de solitude standard (Standard Loneliness Package) par Charles Yu (en)
- Fair Ladies par Theodora Goss
- Les Mains froides (Cold Hands) par Cassandra Clare
- L'Avenir du marché des souvenirs (Futures in the Memories Market) par Nina Kiriki Hoffman
- Love Will Tear Us Apart (Love Will Tear Us Apart) par Alaya Dawn Johnson
- The Night Train par Lavie Tidhar

#### 2012
L'Affaire de la mort et du miel (The Case of Death and Honey) par Neil Gaiman
- La Ménagerie de papier (The Paper Menagerie) par Ken Liu
- The Cartographer Wasps and the Anarchist Bees par E. Lily Yu (en)
- The Bread We Eat in Dreams par Catherynne M. Valente
- Comment ça marche finalement, tout ça (The Way It Works Out and All) par Peter S. Beagle
- « Et pleurer, comme Alexandre » ("And Weep Like Alexander") par Neil Gaiman
- Tidal Forces par Caitlín R. Kiernan
- The Brave Little Toaster par Cory Doctorow
- L'Invasion de Vénus (The Invasion of Venus) par Stephen Baxter
- Valley of the Girls par Kelly Link
- After the Apocalypse par Maureen F. McHugh
- Dolly par Elizabeth Bear
- Attlee and the Long Walk par Kage Baker
- For I Have Lain Me Down on the Stone of Loneliness and I’ll Not Be Back Again par Michael Swanwick
- Goodnight Moons par Ellen Klages
- Pug par Theodora Goss
- Ascension Day par Alastair Reynolds
- Daddy Long Legs of the Evening par Jeffrey Ford
- Younger Women par Karen Joy Fowler
- Mulberry Boys par Margo Lanagan
- Smoke City par Christopher Barzak
- Le Chef-d'œuvre du peintre de cadavres (The Corpse Painter's Masterpiece) par M. Rickert
- Le Serveur et la Dragonne (The Server and the Dragon) par Hannu Rajaniemi
- Slow as a Bullet par Andy Duncan
- The Sandal-Bride par Genevieve Valentine
- Woman Leaves Room par Robert Reed
- Movement par Nancy Fulda
- The Patrician par Tansy Rayner Roberts
- And Go Like This par John Crowley
- Nœuds (Tying Knots) par Ken Liu

#### 2013
Immersion (Immersion) par Aliette de Bodard
- Mono no Aware (Mono no Aware) par Ken Liu
- The Deeps of the Sky par Elizabeth Bear
- Mantis Wives par Kij Johnson
- Elementals par Ursula K. Le Guin
- Great-Grandmother in the Cellar par Peter S. Beagle
- Coming of Age on Barsoom par Catherynne M. Valente
- Blood Drive par Jeffrey Ford
- Valedictorian par N. K. Jemisin
- Éparpillés le long des rivières du ciel (Scattered Along the River of Heaven) par Aliette de Bodard
- Two Houses par Kelly Link
- Goggles (c. 1910) par Caitlín R. Kiernan
- Une histoire naturelle de l'automne (A Natural History of Autumn) par Jeffrey Ford
- Tyché et les Fourmis (Tyche and the Ants) par Hannu Rajaniemi
- Reindeer Mountain par Karin Tidbeck
- One Breath, One Stroke par Catherynne M. Valente
- The Woman Who Fooled Death Five Times par Eleanor Arnason
- Rebecka par Karin Tidbeck
- The Water Thief par Alastair Reynolds
- The Easthound par Nalo Hopkinson
- Antarctica Starts Here par Paul McAuley
- About Fairies par Pat Murphy
- The Education of a Witch par Ellen Klages
- England Under the White Witch par Theodora Goss
- Give Her Honey When You Hear Her Scream par Maria Dahvana Headley (en)
- Blue Lace Agate par Sarah Monette
- Bricks, Sticks, Straw par Gwyneth Jones
- Nightside on Callisto par Linda Nagata
- Macy Minnot's Last Christmas on Dione, Ring Racing, Fiddler's Green, the Potter's Garden par Paul McAuley
- In Autotelia par M. John Harrison
- La Parade nocturne des cent fantômes (A Hundred Ghosts Parade Tonight) par Xia Jia
- The Memcordist par Lavie Tidhar
- A Bead of Jasper, Four Small Stones par Genevieve Valentine

#### 2014
The Road of Needles par Caitlín R. Kiernan
- Desperada (Some Desperado) par Joe Abercrombie
- Une brève histoire du tunnel transpacifique (A Brief History of the Trans-Pacific Tunnel) par Ken Liu
- La Science d'elle-même (The Science of Herself) par Karen Joy Fowler
- The Dead Sea-Bottom Scrolls par Howard Waldrop
- Among Us par Robert Reed
- The She-Wolf's Hidden Grin par Michael Swanwick
- Uncaged par Gene Wolfe
- If You Were a Dinosaur, My Love par Rachel Swirsky (en)
- Night Train to Paris par David Gerrold
- Rosary and Goldenstar par Geoff Ryman
- The Water That Falls on You from Nowhere par John Chu (en)
- Effigy Nights par Yoon Ha Lee
- The Fairy Enterprise par Jeffrey Ford
- The Sounds of Old Earth par Matthew Kressel
- The Wildfires of Antarctica par Alan DeNiro
- Ilse, Who Saw Clearly par E. Lily Yu (en)
- Sing (Sing) par Karin Tidbeck
- Pathways par Nancy Kress
- The Promise of Space par James Patrick Kelly
- The Master Conjurer par Charlie Jane Anders
- Estella Saves the Village par Theodora Goss
- Soulcatcher par James Patrick Kelly
- Fire Above, Fire Below par Garth Nix
- The Beasts We Want to Be par Sam J. Miller
- The Bees Her Heart, the Hive Her Belly par Benjanun Sriduangkaew

#### 2015
The Truth About Owls par Amal El-Mohtar
- Covenant par Elizabeth Bear
- Ogres de l'Afrique orientale (Ogres of East Africa) par Sofia Samatar
- The Dust Queen par Aliette de Bodard
- In Babelsberg par Alastair Reynolds
- This Chance Planet par Elizabeth Bear
- West to East par Jay Lake
- I Met a Man Who Wasn't There par K. J. Parker
- Invisible Planets par Hannu Rajaniemi
- Passage of Earth par Michael Swanwick
- The Vaporization Enthalpy of a Peculiar Pakistani Family par Usman T. Malik (en)
- Mothers, Lock Up Your Daughters Because They Are Terrifying par Alice Sola Kim
- Left Foot, Right par Nalo Hopkinson
- The Unfathomable Sisterhood of Ick par Charlie Jane Anders
- How to Get Back to the Forest par Sofia Samatar
- Long-courrier (The Long Haul: From the Annals of Transportation, The Pacific Monthly, May 2009) par Ken Liu
- Moriabe's Children par Paolo Bacigalupi
- The Lady and the Fox par Kelly Link
- Someday par James Patrick Kelly
- The Contemporary Foxwife par Yoon Ha Lee
- Amicae Aeternum par Ellen Klages
- Hibbler's Minions par Jeffrey Ford
- The Scrivener par Eleanor Arnason
- The Instructive Tale of the Archaeologist and His Wife par Alexander Jablokov
- Pernicious Romance par Robert Reed
- Combustion Hour par Yoon Ha Lee
- Shay Corsham Worsted par Garth Nix
- Nanny Anne and the Christmas Story par Karen Joy Fowler
- Une greffe à deux voies (A Stretch of Highway Two Lanes Wide) par Sarah Pinsker
- The Days of the War, as Red as Blood, as Dark as Bile par Aliette de Bodard
- The Tallest Doll in New York City par Maria Dahvana Headley (en)
- Sadness par Timons Esaias
- Cimmeria: From the Journal of Imaginary Anthropology par Theodora Goss
- The Walking-Stick Forest par Anna Tambour
- Vladimir Chong Chooses to Die par Lavie Tidhar
- Aberration par Genevieve Valentine

#### 2016
Des photos de chats, SVP (Cat Pictures Please) par Naomi Kritzer (en)
- The Dowager of Bees par China Miéville
- Hungry Daughters of Starving Mothers par Alyssa Wong (en)
- Trois tasses de deuil sous les étoiles (Three Cups of Grief, by Starlight) par Aliette de Bodard
- Madeleine par Amal El-Mohtar
- Seven Kill Tiger par Charles Shao
- Space Raptor Butt Invasion par Chuck Tingle
- The Game of Smash and Recovery par Kelly Link
- The Falls: A Luna Story par Ian McDonald
- City of Ash par Paolo Bacigalupi
- Rates of Change par James S. A. Corey
- Pocosin par Ursula Vernon
- If You Were an Award, My Love par Juan Tabo et S. Harris
- In Blue Lily's Wake par Aliette de Bodard
- Hello, Hello par Seanan McGuire
- The Pyramid of Krakow par Michael Swanwick
- The Winter Wraith par Jeffrey Ford
- The Apartment Dweller's Bestiary par Kij Johnson
- A Murmuration par Alastair Reynolds
- Telling Stories to the Sky par Eleanor Arnason
- The Commuter par Thomas A. Mays
- Aujourd'hui je suis Paul (Today I Am Paul) par Martin L. Shoemaker
- The Empress in Her Glory par Robert Reed
- Hold-Time Violations par John Chu (en)
- Asymmetrical Warfare par S. R. Algernon
- Little Sisters par Vonda N. McIntyre
- Wild Honey par Paul McAuley
- The Lily and the Horn par Catherynne M. Valente
- When Your Child Strays From God par Sam J. Miller
- Capitalism in the 22nd Century or A.I.r. par Geoff Ryman
- Seven Wonders of a Once and Future World par Caroline M. Yoachim (en)
- Hairwork par Gemma Files (en)
- Please Undo This Hurt par Seth Dickinson (en)
- Dancy vs the Pterosaur par Caitlín R. Kiernan
- Two-Year Man par Kelly Robson
- The Three Resurrections of Jessica Churchill par Kelly Robson
- Le Vêlage (Calved) par Sam J. Miller
- Consolation par John Kessel

#### 2017
Seasons of Glass and Iron par Amal El-Mohtar
- Our Talons Can Crush Galaxies par Brooke Bolander (en)
- The City Born Great par N. K. Jemisin
- The Story of Kao Yu par Peter S. Beagle
- A Salvaging of Ghosts par Aliette de Bodard
- A Fist of Permutations in Lightning and Wildflowers par Alyssa Wong (en)
- Sept Anniversaires (Seven Birthdays) par Ken Liu
- Sixteen Questions for Kamala Chatterjee par Alastair Reynolds
- That Game We Played During the War par Carrie Vaughn
- Afrofuturist 419 par Nnedi Okorafor
- Elves of Antarctica par Paul McAuley
- Mika Model par Paolo Bacigalupi
- Les Choses à barbe (Things with Beards) par Sam J. Miller
- Rager in Space par Charlie Jane Anders
- Welcome to the Medical Clinic at the Interplanetary Relay Station  par Caroline M. Yoachim (en)
- Ye Highlands and Ye Lowlands par Seanan McGuire
- Something Happened Here, But We're Not Quite Sure What It Was par Paul McAuley
- Even the Crumbs Were Delicious par Daryl Gregory
- Red Dirt Witch par N. K. Jemisin
- Terminal par Lavie Tidhar
- Because Change Was the Ocean and We Lived by Her Mercy par Charlie Jane Anders
- The Mutants Men Don't See par James Alan Gardner (en)
- The Witch of Orion Waste and the Boy Knight par E. Lily Yu (en)
- The Red Thread par Sofia Samatar
- Not Without Mercy par Jeffrey Ford
- Drowned par Lavie Tidhar
- Whisper Road (Murder Ballad No. 9) par Caitlín R. Kiernan
- The Voice in the Cornfield, the Word Made Flesh par Desirina Boskovich
- Nesters par Siobhan Carroll
- The Line Between the Devil's Teeth (Murder Ballad No. 10) par Caitlín R. Kiernan
- Messages du Berceau : L’ermite – Quarante-huit heures dans la mer du Massachusetts (Dispatches from the Cradle: The Hermit - Forty-Eight Hours in the Sea of Massachusetts) par Ken Liu
- Shadow's Weave par Yoon Ha Lee
- Ghost Pressure par Gemma Files (en)
- Vulcanization par Nisi Shawl
- The Tale of Mahliya and Mauhub and the White-Footed Gazelle par Sofia Samatar
- Night Journey of the Dragon-Horse par Xia Jia
- Only Their Shining Beauty Was Left par Fran Wilde (en)
- Ozymandias par Karin Lowachee (en)
- Left Behind par Cat Rambo (en)
- Webs par Mary Anne Mohanraj
- Under One Roof par Sarah Pinsker
- The Magical Properties of Unicorn Ivory par Carlos Hernandez
- La beauté sans vertu par Genevieve Valentine
- My Body, Herself par Carmen Maria Machado

#### 2018
L'Obélisque martien (The Martian Obelisk) par Linda Nagata
- Welcome to Your Authentic Indian Experience™ par Rebecca Roanhorse
- Zen and the Art of Starship Maintenance par Tobias S. Buckell
- Don’t Press Charges and I Won’t Sue par Charlie Jane Anders
- Fandom for Robots par Vina Jie-Min Prasad (en)
- L'Express des étoiles (Starlight Express) par Michael Swanwick
- Persephone of the Crows par Karen Joy Fowler
- Dear Sarah par Nancy Kress
- Fire. par Elizabeth Hand
- Carnival Nine par Caroline M. Yoachim (en)
- With Graveyard Weeds and Wolfsbane Seeds par Seanan McGuire
- These Deathless Bones par Cassandra Khaw (en)
- The Scholast in the Low Waters Kingdom par Max Gladstone
- Sidewalks par Maureen McHugh
- Queen of Dirt par Nisi Shawl
- This Is Our Town par John Crowley
- Run, Rabbit par Angela Slatter (en)
- Worrity, Worrity par Andy Duncan
- Witch Hazel par Jeffrey Ford
- Shoggoths in Traffic par Tobias S. Buckell
- The Old Dispensation par Lavie Tidhar
- The White-Throated Transmigrant par E. Lily Yu (en)
- Mines par Eleanor Arnason
- Waiting Out the End of the World in Patty's Place Cafe par Naomi Kritzer (en)
- I Have Been Drowned in Rain par Carrie Vaughn
- Graverobbing Negress Seeks Employment par Eden Royce
- Probably Still the Chosen One par Kelly Barnhill
- Nine-Tenths of the Law par Molly Tanzer
- Paradox par Naomi Kritzer (en)
- Though She Be But Little par C. S. E. Cooney (en)
- The Fortune of Sparrows par Usman T. Malik (en)
- Une soirée en compagnie de Severyn Grimes (An Evening with Severyn Grimes) par Rich Larson
- The Worldless par Indrapramit Das (en)
- Conversations with an Armory par Garth Nix
- Bodies Stacked Like Firewood par Sam J. Miller
- The Whalebone Parrot par Darcie Little Badger

#### 2019
The Secret Lives of the Nine Negro Teeth of George Washington par P. Djèlí Clark
- STET par Sarah Gailey (en)
- Firelight par Ursula K. Le Guin
- The Storyteller’s Replacement par N. K. Jemisin
- Cuisine des Mémoires par N. K. Jemisin
- Guide sorcier de l'évasion : Atlas pratique des contrées réelles et imaginaires (A Witch’s Guide to Escape: A Practical Compendium of Portal Fantasies) par Alix E. Harrow
- The Starship and the Temple Cat par Yoon Ha Lee
- The Bookcase Expedition par Jeffrey Ford
- The Court Magician par Sarah Pinsker
- Mother of Invention par Nnedi Okorafor
- The Buried Giant par Lavie Tidhar
- A Fall Counts Anywhere par Catherynne M. Valente
- Mother Tongues par S. Qiouyi Lu
- Kindred par Peter Watts
- The Hydraulic Emperor par Arkady Martine
- Ruby, Singing par Fran Wilde (en)
- De viande, de sel et d'étincelles (Meat and Salt and Sparks) par Rich Larson
- Printemps cosmique (Cosmic Spring) par Ken Liu
- Blessings par Naomi Novik
- And Yet par A. T. Greenblatt (en)
- The Blue Fairy's Manifesto par Annalee Newitz
- You Can Make a Dinosaur, But You Can't Help Me par K. M. Szpara
- Work Shadow/Shadow Work par Madeline Ashby (en)
- The Heart of Owl Abbas par Kathleen Jennings
- What Gentle Women Dare par Kelly Robson
- You Pretend Like You Never Met Me, and I'll Pretend Like I Never Met You par Maria Dahvana Headley (en)
- Field Biology of the Wee Fairies par Naomi Kritzer (en)
- Waterbirds par G. V. Anderson
- Down Where Sound Comes Blunt par G. V. Anderson
- Yard Dog par Tade Thompson
- "The Starfish Girl" par Maureen McHugh
- Flow par Marissa Lingen
- A Portrait of Salai par Hannu Rajaniemi
- The War of Light and Shadow, in Five Dishes par Siobhan Carroll

### Années 2020
| Sommaire : | - Haut - 2020 - 2021 - 2022 - 2023 - 2024 - 2025 |

#### 2020
The Bookstore at the End of America par Charlie Jane Anders
- It's 2059, and the Rich Kids Are Still Winning par Ted Chiang
- Fisher-Bird par T. Kingfisher
- Lest We Forget par Elizabeth Bear
- A Brief Lesson in Native American Astronomy par Rebecca Roanhorse
- I (28M) created a deepfake girlfriend and now my parents think we're getting married par Fonda Lee
- The Girl Who Did Not Know Fear par Kelly Link
- Pensées et Prières (Thoughts and Prayers) par Ken Liu
- A Catalog of Storms par Fran Wilde (en)
- The Galactic Tourist Industrial Complex par Tobias S. Buckell
- Do Not Look Back, My Lion par Alix E. Harrow
- Under the Hill par Maureen McHugh
- Repatriation par Nalo Hopkinson
- Soif de sang (Blood Is Another Word for Hunger) par Rivers Solomon
- The Shadow We Cast Through Time par Indrapramit Das (en)
- Give the Family My Love par A. T. Greenblatt (en)
- The Dead, in Their Uncontrollable Power par Karen Osborne
- A Bird, a Song, a Revolution par Brooke Bolander (en)
- Beyond the El par John Chu (en)
- Labbatu Takes Command of the Flagship Heaven Dwells Within par Arkady Martine
- Shucked par Sam J. Miller
- The Things Eric Eats Before He Eats Himself par Carmen Maria Machado
- Canst Thou Draw Out the Leviathan par Christopher Caldwell
- As the Last I May Know par S. L. Huang
- 58 Rules to Ensure Your Husband Loves You Forever par Rafeeat Aliyu
- Advice for Your First Time at the Faerie Market par Nibedita Sen (en)
- On the Lonely Shore par Silvia Moreno-Garcia

#### 2021
Little Free Library par Naomi Kritzer (en)
- Open House on Haunted Hill par John Wiswell (en)
- 50 Things Every AI Working with Humans Should Know par Ken Liu
- The Mermaid Astronaut par Yoon Ha Lee
- Badass Moms in the Zombie Apocalypse par Rae Carson
- The Sycamore and the Sybil par Alix E. Harrow
- The Girlfriend’s Guide to Gods par Maria Dahvana Headley (en)
- Dresses Like White Elephants par Meg Elison
- In the Lands of the Spill par Aliette de Bodard
- Wait for Night par Stephen Graham Jones
- My Country is a Ghost par Eugenia Triantafyllou
- The Ransom of Miss Coraline Connelly par Alix E. Harrow
- An Explorer's Cartography of Already Settled Lands par Fran Wilde (en)
- A Guide for Working Breeds par Vina Jie-Min Prasad (en)
- Familiar Face par Meg Elison
- Ancestries par Sheree Renée Thomas
- Dommages et Intérêts (How to Pay Reparations: a Documentary) par Tochi Onyebuchi (en)
- Hearts in the Hard Ground par G. V. Anderson
- Juvenilia par Lavie Tidhar
- The Translator, at Low Tide par Vajra Chandrasekera
- Scar Tissue par Tobias S. Buckell
- The Bone-Stag Walks par K. T. Bryski
- Forgive Me, My Love, for the Ice and the Sea par C. L. Clark (en)
- We're Here, We're Here par K. M. Szpara
- Thirty-Three par Tade Thompson
- Unlike Most Tides par Darcie Little Badger
- The Wandering City par Usman T. Malik (en)
- AirBody par Sameem Siddiqui
- A Voyage to Queensthroat par Anya Johanna DeNiro
- Rat and Finch Are Friends par Innocent Chizaram Ilov
- The Night Soil Salvagers par Gregory Norman Bossert (en)
- Six Dreams About the Train par Maria Haskins
- Your Rover Is Here par L. P. Kindred
- Georgie in the Sun par Natalia Theodoridou (en)
- Across the Ice par Ada Hoffmann
- Never a Butterfly, Nor a Moth With Moon-Painted Wings par Aimee Ogden
- The River of Night par Tlotlo Tsamaase
- Tea with the Earl of Twilight par Sonya Taaffe

#### 2022
Where Oaken Hearts Do Gather par Sarah Pinsker
- Mr. Death par Alix E. Harrow
- If the Martians Have Magic par P. Djèlí Clark
- Proof by Induction par José Pablo Iriarte (en)
- The Sin of America par Catherynne M. Valente
- Let All the Children Boogie par Sam J. Miller
- For Lack of a Bed par John Wiswell (en)
- Crazy Beautiful par Cat Rambo (en)
- Huginn and Muninn – and What Came After par Michael Swanwick
- An Arc of Electric Skin par Wole Talabi (en)
- Delete Your Memory for Free par Kel Coleman
- The Revolution Will Not Be Served with Fries par Meg Elison
- How to Break Into a Hotel Room par Stephen Graham Jones
- #Selfcare par Annalee Newitz
- The Wishing Pool par Tananarive Due
- Barefoot and Midnight par Sheree Renée Thomas
- I Wear My Spiders in Remembrance of Myself par Kel Coleman
- The Captain and the Quartermaster par C. L. Clark (en)
- Love, That Hungry Thing par Cassandra Khaw (en)
- We Travel the Spaceways par Victor LaValle
- Bride, Knife, Flaming Horse par M. L. Krishnan
- I Was a Teenage Space Jockey par Stephen Graham Jones
- Masquerade Season par Pemi Aguda
- We Are Not Phoenixes par John Wiswell (en)
- Illusions of Freedom par Oluwatomiwa Ajeigbe
- The Pizza Boy par Meg Elison
- RE: Bubble 476 par A. T. Greenblatt (en)
- A Dime par Megan Lindholm
- Immortal Coil par Ellen Kushner
- Homecoming is Just Another Word for the Sublimation of the Self par Isabel J. Kim (en)
- When the Water Stops par Eugen Bacon (en)
- #Spring Love, #Pichal Pairi par Usman T. Malik (en)
- All Worlds Left Behind par Iona Datt Sharma
- Clap Back par Nalo Hopkinson
- A Bird in the Window par Kate Francia
- The Bletted Woman par Rebecca Campbell
- The Frankly Impossible Weight of Han par Maria Dong
- Laughter Among the Trees par Suzan Palumbo
- Deep Music par Elly Bangs
- Gordon B. White Is Creating Haunting Weird Horror par Gordon B. White
- Space Pirate Queen of the Ten Billion Utopias par Elly Bangs
- How the Girls Came Home par Eugenia Triantafyllou
- The Shadow of His Wings par Ray Nayler
- A Princess of Mars: Svetlana Belkina and Tarkovsky's Lost Movie Aelita par Nina Allan
- Vampirito par K. Victoria Hernandez
- Gray Skies, Red Wings, Blue Lips, Black Hearts par A. Merc Rustad (en)

#### 2023
Rabbit Test par Samantha Mills
- Master of Ceremonies par Frances Ogamba (en)
- Give Me English par Ai Jiang (en)
- D.I.Y par John Wiswell (en)
- Inheritance par Hannah Yang
- The Coward Who Stole God’s Name par John Wiswell (en)
- A Monster in the Shape of a Boy par Hannah Yang
- Dick Pig par Ian Muneshwar
- The Goldfish Man par Maureen McHugh
- Beginnings par Kristina Ten

#### 2024
How to Raise a Kraken in Your Bathtub par P. Djèlí Clark
- A Soul in the World par Charlie Jane Anders
- Those Hitchhiking Kids par Darcie Little Badger
- The Sound of Children Screaming par Rachael K. Jones (en)
- Reckless Eyeballing par N. K. Jemisin
- Stones par Nnedi Okorafor
- The Mausoleum’s Children par Aliette de Bodard
- There’s a Door to the Land of the Dead in the Land of the Dead par Sarah Pinsker
- Window Boy par Thomas Ha
- Suppertime par Tananarive Due
- Day Ten Thousand par Isabel J. Kim (en)
- Counting Casualties par Yoon Ha Lee
- All the Things I Know About Ghosts, By Ofelia, Age 10 par Isabel Cañas
- After the Animal Flesh Beings par Brian Evenson
- If Someone You Love Has Become a Vurdalak par Sam J. Miller
- Waystation City par A. T. Greenblatt (en)
- The Big Glass Box and the Boys Inside par Isabel J. Kim (en)
- The Dark House par A. C. Wise (en)
- An Infestation of Blue	Wendy par N. Wagner
- How to Stay Married to Baba Yaga par S. M. Hallow
- The Farmer's Wife and the Faerie Queen par K. Tempest Bradford (en)
- Fandom for Witches par Ruoxi Chen
- Zeta-Epsilon par Isabel J. Kim (en)
- Secondhand Music par Aleksandra Hill
- Miz Boudreaux's Last Ride par Christopher Caldwell
- The Sweet in the Empty par Tade Thompson
- Jamais Vue par Tochi Onyebuchi (en)
- Homewrecker par E. Catherine Tobler
- Salt Water par Eugenia Triantafyllou
- Undog par Eugenia Triantafyllou
- Pinocchio Photography par Angela Liu
- Flower, Daughter, Soil, Seed par Eugenia Triantafyllou
- The Rain Remembers What the Sky Forgets par Fran Wilde (en)
- A Name Is a Plea and a Prophecy par Gabrielle Emem Harry
- Brincando Charcos (Jumping Puddles) par Ben Francisco
- Kwong's Bath par Angela Liu
- Tantie Merle and the Farmhand 4200 par R. S. A. Garcia (en)
- The River and the World Remade par E. Lily Yu (en)
- Umeboshi par Rebecca Nakaba
- For However Long par Thomas Ha
- Always Be Returning par Eugenia Triantafyllou
- There Are Only Two Chairs, and the Skin Is Draped Over the Other par Alexia Antoniou
- Ocasta par Daniel H. Wilson
- What It Means to Be a Car par James Patrick Kelly
- Patsy Cline Sings Sweet Dreams to the Universe par Beston Barnett
- Origin Story par Tochi Onyebuchi (en)

#### 2025
Why Don’t We Just Kill the Kid in the Omelas Hole par Isabel J. Kim (en)
- We Will Teach You How to Read  par Caroline M. Yoachim (en)
- Stitched to Skin Like Family Is par Nghi Vo
- Three Faces of a Beheading par Arkady Martine
- Five Views of the Planet Tartarus par Rachael K. Jones (en)
- The Wood at Midwinter par Susanna Clarke
- The Night Birds par Premee Mohamed (en)
- Autumn’s Red Bird par Aliette de Bodard
- Parthenogenesis par Stephen Graham Jones
- The V*mpire par P. H. Lee
- The Sort par Thomas Ha
- Fuck Them Kids par Tatiana Obey
- Judas Iscariot Didn't Kill Himself: A Story in Fragments par James S. A. Corey
- The Alice Run par Nancy Kress
- Over a Long Time Ago par Nisi Shawl
- Happily Ever After Comes Round par Sarah Rees Brennan
- Our Chatbots Said "I Love You," Shall We Meet? par Caroline M. Yoachim (en)
- The Handmaiden-Alchemist par Marie Vibbert (en)
- Godskin par C. L. Hellisen
- Cicadas, and Their Skins par Avra Margariti
- Boys Who Run with the Boars par Sam J. Miller
- The Diamond Factory par Phoebe Barton
- Doorbell Dot Mov par Jennifer R. Donohue
- You Will Be You Again par Angela Liu
- Spread the Word par Delilah S. Dawson
- Median par Kelly Robson
- Swarm X1048 - Ethological Field Report: Canis Lupus Familiaris, "6" par F. E. Choe
- Heathman Ldg par Brian Evenson
- Slickerthin par Phoenix Alexander
- Nothing of Value par Aimee Ogden
- Country Birds par Kij Johnson
- The Spindle of Necessity par B. Pladek
- Inside the House of Wisdom par Tamara Masri
- Rachel Is at a Protest par Esther Alter
- To Eat Your Own Head par Nkone Chaka
- Three Things That Happen the Night My Dad Dies par Isabel Cañas
- Callie's World par Meg Elison
- All Her Rows of Teeth par Jordan Kurella
- Let the Star Explode par Shingai Njeri Kagunda
- Down Under par Jumaana Abdu
- D. E. I. (Death, Eternity, and Inclusion) par N. Romaine White
- Breathing Constellations par Rich Larson
- Agni par Nibedita Sen (en)
- Our Very Best Selves! par Fatima Taqvi
- In Thin Air par Phoenix Alexander
- The Wonders of the World par Pemi Aguda